# Les Enfants du capitaine Grant
Pour les articles homonymes, voir Les Enfants du capitaine Grant.
Les Enfants du capitaine Grant est un roman d'aventures de Jules Verne, paru en 1868.

## Historique
Le roman est publié en feuilleton dans le Magasin d'éducation et de récréation, du 20 décembre 1865 au 5 décembre 1867, puis en volume triple, le 23 juin 1868, chez Hetzel.

## Résumé

### Mise en place de l'intrigue
L'action commence en 1864. Alors que Lord et Lady Glenarvan font une excursion au large de Glasgow à bord de leur yacht, le Duncan, l'équipage pêche un requin dans le ventre duquel on découvre une bouteille de champagne Veuve Clicquot qui contient un message de détresse en mauvais état, de la part d'un certain capitaine Grant et de deux de ses compagnons, à la suite du naufrage du Britannia. Ce message indique bien le degré de latitude (37° 11') du naufrage du Britannia, mais toute indication de longitude est devenue illisible. Heureusement, le capitaine Grant avait écrit trois messages identiques, mais en trois  langues différentes. L'un était en français, l'autre en allemand et enfin, le dernier en anglais. Le message en français étant le plus lisible, l'équipage du Duncan se focalise sur ce dernier.
Le jeune couple monte une expédition pour tenter de retrouver les survivants avec l'aide du commandant John Mangles, un jeune capitaine dévoué, et de son second Tom Austin, un vieux loup de mer. Ils sont accompagnés par les enfants du capitaine Harry Grant, Mary Grant, jeune fille de 16 ans, et Robert Grant, jeune garçon de 12 ans, par le major Mac Nabbs ainsi que par un grand géographe français (quoique très étourdi), Jacques Paganel, qui s'est trompé de navire au moment d'embarquer.
Le Duncan va effectuer une circumnavigation en essayant de se maintenir au plus près du degré de latitude indiqué sur le message de la bouteille. Lorsque la voie des mers s'éloignera de cette route, une partie de l'expédition coupera à travers la Patagonie.

### Aventures en Amérique du Sud
Les voyageurs, après avoir passé le détroit de Magellan, abordent la côte occidentale de la Patagonie. Là-bas, personne n'a d'informations sur le naufrage du Britannia. Les voyageurs en concluent que la bouteille n'a pas été jetée depuis la côte, sur le site du naufrage, mais dans une rivière, après que le capitaine Grant et deux matelots eurent été capturés par des Indiens. Les voyageurs décident donc de parcourir à cheval la Patagonie d'ouest en est, le long du trente-septième parallèle, dans l'objectif de trouver la trace du capitaine Grant. L'équipage du Duncan devra les attendre sur la côte orientale du continent.
Lors du passage de la cordillère des Andes, ils sont bloqués par les accidents du paysage provoqués par un récent tremblement de terre. Ils doivent abandonner leurs chevaux et poursuivre à pied, exposés au froid et à la faim. Un glissement de terrain les fait descendre à toute allure le versant opposé de la montagne, vers la pampa, prochaine étape de leur voyage. Croyant avoir perdu Robert Grant dans le glissement de terrain, les voyageurs le voient emporté dans les airs par un condor, mais un coup de feu tiré de loin abat l'oiseau et rend l'enfant à ses amis.
Le tireur est Thalcave, un Indien amical qui procure des chevaux aux voyageurs et les accompagne jusqu'à la côte est. Plusieurs incidents ponctuent successivement ce voyage : une sécheresse manque d'assoiffer les voyageurs, une attaque de loups donne à Robert l'occasion de sauver la vie de Glenarvan, puis une crue menace de noyer les aventuriers, qui se réfugient sur un arbre. Ils parviennent finalement à rejoindre le Duncan sur la côte orientale de la Patagonie, sans avoir rencontré le capitaine Grant.
Paganel propose alors une nouvelle interprétation du message jeté à la mer. Le capitaine Grant ne se trouverait pas en réalité en Amérique du Sud, mais en Australie.

### Aventures en Australie
Débarqués sur la côte occidentale de l'Australie, les voyageurs sont accueillis par un honnête propriétaire chez qui ils rencontrent par chance un dénommé Ayrton, qui affirme, documents à l'appui, être l'ancien quartier-maître du Britannia. Les voyageurs décident de reproduire en Australie le voyage effectué en Patagonie : le long du trente-septième parallèle, accompagnés d'Ayrton, ils se mettront à la recherche du capitaine Grant, jusqu'à Twofold Bay, lieu indiqué par Ayrton comme point de naufrage du Britannia. Plus paisible, ce voyage est fait en compagnie de Lady Glenarvan et de Mary Grant. Quant au Duncan, envoyé à Melbourne pour être réparé, il devra se rendre à Twofold Bay lorsque Glenarvan le lui demandera.
Sur la route, les incidents se multiplient, jusqu'à un accident de train attribué aux convicts, des criminels en fuite parcourant l'Australie en pillards, sous les ordres d'un certain Ben Joyce. Continuant leur route, les voyageurs sont exposés à une situation de plus en plus critique : un à un, leurs chevaux meurent, comme foudroyés. Ils arrivent jusqu'à une rivière infranchissable, où le chariot transportant leurs vivres s'embourbe. Dans cette impasse, ils décident d'envoyer l'un des leurs à Melbourne pour demander de l'aide à l'équipage du Duncan.
Alors que Paganel rédige la lettre destinée à l'équipage sous la dictée de Glenarvan, le major Mac Nabbs révèle subitement ses soupçons : Ayrton, le prétendu quartier-maître du Britannia, n'est autre que Ben Joyce, chef des convicts. Ayrton fait feu sur Glenarvan et s'enfuit dans la forêt, où il rejoint une bande de convicts. Glenarvan survit à cette blessure bénigne, et expédie en vitesse vers Melbourne un des matelots qui l'accompagnent. Le soir même, le matelot est retrouvé à demi-mort et révèle que les convicts l'ont attaqué et se sont emparés de la lettre qu'il devait porter. Plus rien n'empêche alors les convicts de tromper la confiance de l'équipage du Duncan et d'en prendre le contrôle pour en faire un navire pirate.
Les voyageurs parviennent finalement à franchir la rivière, dont le débit a diminué, et se rendent jusqu'à Twofold Bay. Là, ils ne trouvent pas le Duncan et en concluent que celui-ci écume les abords de l'Australie aux mains de Ben Joyce. Dépités, ils s'embarquent pour la Nouvelle-Zélande, d'où ils espèrent regagner l'Écosse.

### Aventures en Nouvelle-Zélande
Le navire qui devait les amener en Nouvelle-Zélande fait naufrage, et l'équipage vole le canot de sauvetage, abandonnant les passagers à leur sort. Ceux-ci parviennent néanmoins à gagner la terre, mais sont capturés par des Maoris, décrits comme particulièrement sanguinaires et avides de chair humaine. Glenarvan abat un des chefs Maoris, qui voulait porter la main sur sa femme, et les voyageurs sont condamnés à être exécutés quelques jours plus tard. Mais dans l'agitation qui a suivi le meurtre du chef Maori, Paganel et Robert sont parvenus à fuir le camp. Robert aide les captifs à prendre la fuite, et ceux-ci trouvent refuge sur une montagne sacrée, où ils découvrent que Paganel avait également profité d'un abri. Encerclés par les Maoris, qui n'osent pas s'aventurer sur cette montagne marquée d'un tabou, les voyageurs libèrent la pression volcanique contenue dans la montagne pour effrayer leurs assaillants par des flots de lave. Ils prennent alors la fuite et poursuivent leur chemin jusqu'à Auckland.
Ils tombent sur un groupe d'indigènes hostiles et parviennent à s'éloigner en canot. Mais les indigènes les poursuivent et sont sur le point d'être à portée de fusil lorsque les voyageurs, apercevant un navire qui vient à eux, redoublent d'efforts pour l'atteindre au plus vite. Ils découvrent cependant avec stupeur que ce navire est le Duncan et qu'ils se trouvent pris entre deux feux. Alors que le Duncan bombarde les canots d'indigènes, les voyageurs reconnaissent avec surprise que Tom Austin est à bord.
Une fois les indigènes envoyés par le fond, les voyageurs mettent pied sur le Duncan, où ils retrouvent leur équipage au complet. Tom Austin explique alors la situation : il a reçu d'Ayrton une lettre lui demandant de faire voile vers la Nouvelle-Zélande, ce qu'il a fait aussitôt. Curieusement, Ayrton insistait pour que le Duncan ne se rende pas en Nouvelle-Zélande, mais à Twofold Bay, contrairement aux indications de la lettre. Furieux de voir ses espérances déjouées, Ayrton a incité l'équipage à la révolte, ce qui lui a valu d'être enfermé dans une des chambres du navire. Mac Nabbs comprend alors la confusion : Paganel, au moment d'écrire la lettre de Glenarvan destinée à Tom Austin, a commis une étourderie et lui a demandé de se rendre sur la côte orientale de la Nouvelle-Zélande et non de l'Australie.
Confronté par Glenarvan, Ayrton refuse d'abord de lui dire quoi que ce soit, mais finit par céder devant les insistances de Lady Glenarvan. À condition d'être abandonné sur une île plutôt que d'être remis aux mains de la justice britannique, il accepte de dire tout ce qu'il sait sur le Britannia et le capitaine Grant. Avant d'être connu sous le nom de Ben Joyce, il était véritablement quartier-maître du Britannia, mais a été laissé en Australie pour avoir motivé l'équipage à la mutinerie. Ces informations ne donnant aucun indice à Glenarvan pour retrouver Harry Grant, il décide de rentrer en Écosse après avoir déposé Ayrton à terre, sur l'île Tabor.
Aux approches de l'île, ils voient des feux briller dans la nuit. Ils découvrent le lendemain trois hommes, perdus sur cette île : le capitaine Harry Grant et ses deux matelots. Le capitaine retrouve ses enfants et raconte le naufrage du Britannia, aux approches de l'île Tabor, dont ils sont les trois seuls survivants.
L'équipage rentre en Écosse, et chaque personnage jouit d'une fin heureuse : Mary Grant épouse John Mangles, Robert Grant décide de devenir marin et Paganel trouve l'amour.

## Thèmes abordés dans le roman
Nombre de ces thèmes sont récurrents dans toute l'œuvre de Jules Verne.
- La recherche de l’être aimé (thème présent également dans Mistress Branican)
- Le goût de la géographie et des voyages (dans le personnage de Paganel)
- L’exploration de terres inexplorées et méconnues
- L’anthropophagie
- Le souci de la pédagogie, incarné par Paganel (en particulier dans l’épisode mémorable du cours de géographie donné à l’élève Toliné)
- La minéralogie (visite d’une collection de minerais) [thème présent également dans Voyage au centre de la Terre]
- Le monde vu comme dans un théâtre

## Liste des personnages
- Tom Austin

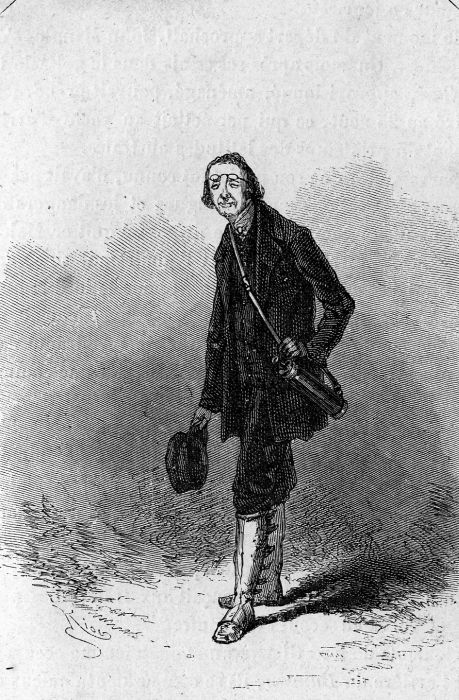
Jacques Paganel.

- Tom Ayrton, connu sous le pseudonyme de Ben Joyce
- Thomas Banks
- Joe Bell
- J. R. Bentock
- Calfoucoura
- Catriel
- Lord Edward Glenarvan
- Lady Helena Glenarvan
- Capitaine Harry Grant
- Mary Grant
- Robert Grant
- Mr. Halbert
- Will Halley
- Hihy
- Manuel Ipharaguerre
- Mme Ipharaguerre
- Kara-Tété
- Bob Learce
- Major Mac Nabbs
- Capitaine John Mangles
- Mulrady
- Mr. Olbinett
- Mrs. Olbinett
- Jacques Paganel
- Michel Patterson
- Sandy Patterson
- Thalcave
- Thaouka
- Toliné
- William Tuffnel
- M. Viot
- Wilson
- Yanchetruz

## Science
Comme toujours dans la collection des Voyages extraordinaires, Jules Verne trouve des prétextes pour instruire ses lecteurs.
- Navigation
- Géographie : menant son lecteur de l'Écosse à la Nouvelle-Zélande en passant par les îles Canaries, le Cap-Vert, le détroit de Magellan, Punta Arenas, Concepción, la cordillère des Andes, Neuquén, la pampa argentine, Tristan da Cunha, le cap de Bonne-Espérance, l'île Amsterdam, l'Australie, Jules Verne en profite pour décrire quelques phénomènes naturels (tremblement de terre - chapitre XIII), sécheresse (chapitre XVIII), inondation (chapitre XXII), foudre (chapitre XXV), ouragan (chapitre V, IIe partie), volcanisme (chapitre XV, IIIe partie)
- Histoire : la présence du jeune Robert Grant, dont Paganel entreprend l'instruction, donne lieu à des leçons d'histoire sur les grands voyageurs, explorateurs et géographes de terrain dont les noms sont cités avec révérence : les découvreurs de l'Amérique (chapitre IX) avec Christophe Colomb, Amerigo Vespucci, du Chili, de l'Afrique avec Bartolomeu Dias, de l'Océan Indien et de l'Océan Pacifique avec La Pérouse. Un pari entre Paganel et Mac Nabb permet au géographe d'afficher ses connaissances sur la découverte de l'Australie, tandis que la traversée du continent austral donne lieu à une leçon sur ses différents explorateurs. Une rencontre avec un jeune indigène christianisé est prétexte à une amusante leçon de géographie, où Jules Verne se moque de l'ethnocentrisme anglo-saxon (chapitre XIII, IIe partie)[2].
- Ethnographie : c'est aussi l'occasion de découvrir des figures exotiques : Patagons (chap. IX), gauchos (chapitre XVII), colons australiens, Māoris.
- Zoologie : condor, lama, nandou, tatou, aguaras, casoar, jabiru, dingo, kiwi ; toutes les espèces emblématiques des sites traversés font leur apparition

## Adaptations au cinéma
Le roman a été adapté plusieurs fois à l'écran. 
- Les Enfants du capitaine Grant (film, 1936) de Vladimir Vaïnchtok : extrêmement populaire dans la Russie impériale puis soviétique, le roman est porté à l'écran en 1936 avec une musique originale d'Isaac Dounaïevski, souvent considérée comme le chef-d'œuvre de ce musicien.

- Les Enfants du capitaine Grant (In Search of the Castaways) de Robert Stevenson : en 1962 sort une version produite par les studios Walt Disney avec Maurice Chevalier et George Sanders. Les chansons du film sont des frères Sherman (Castaway, Enjoy It!, Let's Climb, Merci Beaucoup)[3],[4].

En 1985, le metteur en scène soviétique Stanislav Govoroukhine réalise un film en sept épisodes, À la recherche du capitaine Grant (В поисках капитана Гранта), qui n'a pas eu de diffusion planétaire. Cette adaptation n'existe qu'en russe et dans quelques langues dont le hongrois.